# 장유계

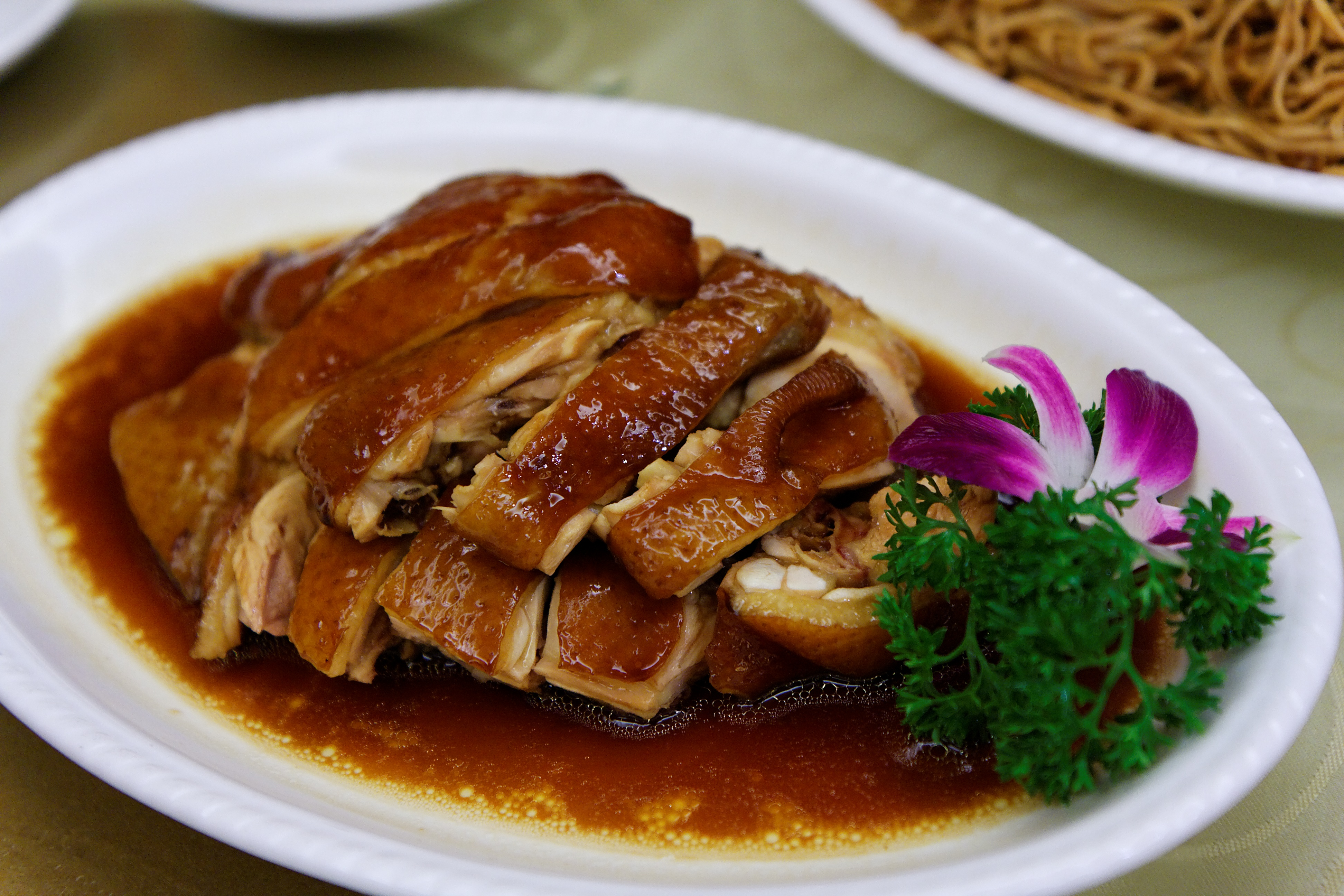

장유계(醬油雞), 시유계(豉油雞), 간장 닭고기 또는 간장 치킨, 소이 소스 치킨(soy sauce chicken)은 닭고기를 간장으로 조리하여 만든 전통 광둥 요리이다. 홍콩에서는 시우메이 요리로 간주된다.
또 다른 광둥 요리인 박칫가이는 종종 짭짤한 생강-양파 페이스트와 함께 제공되며, 닭고기의 신선함이 눈에 띄는 고기의 맛이 더 좋다.
이전에 세계에서 가장 저렴한 미슐랭 스타 레스토랑이었던 싱가포르의 홍콩 소야 소스 치킨 라이스 앤 누들(2021년에 미쉐린 별을 잃음)은 이 요리를 전문으로 하며 미화 2달러에 해당하는 가격에 제공한다.

## 같이 보기
- 자지가이
- 서이시가이익
- 데리야키